# Jean-Marie Martin
Ne doit pas être confondu avec Jean-Marie Martin (historien).
Jean-Marie Martin né le 20 novembre 1922 à Lanriec (Finistère) et mort le 12 mars 2012 à Concarneau, est un peintre français.

## Biographie
Né sur le territoire de l'ancienne commune de Lanriec, à l'opposé de la ville close de Concarneau, Jean-Marie Martin est fils de marin pêcheur. Sa mère, Marie, tient le café restaurant l'Étoile du Nord, à proximité des chantiers navals, où il passe donc son enfance.
En 1942, il entre à l'école régionale des beaux-arts de Rennes dans l'atelier de Mathurin Méheut, puis il s'installe à Paris en 1945 où il est admis à l'École des beaux-arts dans l'atelier de Jean Dupas, dont il n'apprécie pas l'enseignement qu'il estime trop rigide[réf. nécessaire].
Souffrant, il va se soigner dans un sanatorium réservé aux étudiants à Bouffémont.
Il obtient plusieurs prix. De 1947 à 1951, Jean-Marie Martin fréquente les Ateliers d'art sacré, situés au 8, rue de Furstenberg à Paris , où il suit les cours de Jacques Le Chevallier — une part importante de son œuvre demeurera religieuse —, voyage en Espagne et, de 1957 à 1983, vit à Paris. Il y compose La Bataille de Wardepoule et Madame Royale, non sans revendiquer une influence des tableaux de Goya vus au musée du Prado à Madrid. Cette période parisienne s'achève avec le thème pictural de L'Enfer que la ville représente pour Jean-Marie Martin, ce « royaume des ombres » constitué par « le béton, le stress et la course perpétuelle dans les rues déshumanisées ».
En 1983, il quitte Paris avec Denise, son épouse, et le couple s'installe à Saint-Julien-le-Montagnier (Var) dans une ancienne  bastide rénovée, le Courcousier, au milieu des oliviers, où ils avaient l'habitude de venir passer des vacances. Il y peint La Légende du Roi Arthur et la quête du Saint Graal. En « fervent lecteur de Jean Markale, il trouve dans les écrits consacrés par ce dernier au celtisme son propre univers imaginaire, poétique et lyrique ». Il produit des tableaux-sculptures et des assemblages. Vers 1990, il prend une nouvelle direction avec des compositions en noir et blanc et des cordages.
Après la mort de son épouse en 2008, Jean-Marie Martin quitte la Provence pour regagner la Bretagne aux côtés de son frère Adrien. Il s'installe dans le quartier du Passage à Concarneau où il meurt en 2012,.
Peintre figuratif inspiré par le surréalisme, peintre abstrait, peintre de l'irréel, du surnaturel, de l'irrationnel, du fantastique, « metteur-en-scène de toute une population des guignols du quotidien » (Français moyen à la mer), « peintre de figures parodiques » « créateur de panthéon farfelu » à l'imagination féconde, nourri de la mythologie du Graal, Jean-Marie Martin a revisité le cycle arthurien pendant quinze ans, dans des compositions psychédéliques, sans abandonner les paysages ou le portrait.

## Œuvres dans les collections publiques
- Concarneau :
  - église Saint-Cœur-de-Marie (aujourd'hui démolie) : peinture murales en collaboration avec André Even (1918-1996), œuvres disparues[12].
  - Église Sainte-Anne du passage Lanriec, Crucifixion, peinture[4].
  - Hôtel de ville[4].
- Lagrasse, musée Céres Franco d'Art contemporain[16].
- Paris :
  - Fonds d'art contemporain - Paris Collections, Paysage de Daroca (Espagne), huile sur papier 50x63,9cm, vers 1960[17].
  - Musée d'Art moderne de la ville de Paris, L'important, c'est la rose, toile en trois panneaux joints 163x204cm, 1967[18].
  - Fonds national d'art contemporain, Puteaux :
    - Nature morte, huile sur toile 46x55cm, vers 1955[19] ;
    - Portrait officiel de Madame Royale, l'âme de la bataille (série Bataille de Wardepoule), toile en quatre parties découpées 176x202cm, vers 1969[20].

## Réception critique
- « Dans une technique en touches juxtaposées de couleurs acides et ternies à la fois, il met en scène toute une population des guignols du quotidien officiel au sujet de laquelle il s'est très bien expliqué lui-même : “[…] Le peintre a la nostalgie des grands sujets baroques, portraits d'empereur au faîte de leur gloire, illustration des grands événements, victoires, couronnements, portraits d'ancêtres, etc. Le peintre n'ayant pas d'ancêtres s'en invente. Il exécute les commandes d'un état prétentieux et imaginaire. Il a voulu que tout ce travail, cet or jeté à profusion, ne célèbrent que la parodie, le néant, l'inutile”. » - Dictionnaire Bénézit[7]
- « C'est un artiste majeur parce qu'il fait vibrer la toile. Il se dégage une émotion quand on regarde ces œuvres… Il transpose le monde qu'il a vécu dans un imaginaire extraordinaire qui se renouvelle constamment… C'était quelqu'un de formidable, qui racontait beaucoup d'histoires. Il était haut en couleur, émotif, impulsif même. » - Yvon Le Floc'h[21]

## Récompenses
- Second prix du Dôme, 1959[7].
- Prix du Dôme, 1960[22].

## Expositions

### Personnelles
- Galerie Mourgue, Paris, 1957, 1958[11].
- Galeries Saluden, Brest et Quimper, 1961, 1963.
- Robert Savage Gallery, Londres, 1962.
- Ligoa Duncan Gallery, New-York, 1962.
- Galerie Stagémus, Suisse, 1966.
- Théâtre de l'Œuvre, Paris, 1967.
- Galerie Jacques Massol, Paris, 1968[23], 1969, 1972, 1973[24].
- Instituts français de Cologne et de Hanovre, 1970.
- Galerie de l'Abbaye, Paris, 1975.
- Galerie du Fleuve, Bordeaux, 1976[24], 1980.
- Galerie Remarque, Trans-en-Provence, 1979[24], 1999.
- Galerie de l'Œil de Bœuf (Madame Céres Franco), Paris, 1981[25].
- Galerie Gloux, Concarneau, 1981.
- Maison de la culture, Troyes, 1986.
- Galerie du Poisson d'Or, Lyon, 1986.
- Tour du roi René, Marseille, 1986.
- Gréoux-les-Bains, 1998[24]
- Chapelle de la Trinité, Concarneau, 2000[24].
- Immeuble Berluc à Forcalquier (Alpes-de-Haute-Provence), juin-septembre 2004[24],[26].
- Église Saint-Joseph, Pont-Aven, juillet 2012[27].

### Collectives
- Salon d'automne, 1956[28].
- Exposition Du général au particulier, Paris, 1965.
- Festival des arts et antiquités de New York, 1966.
- Atila, François Jousselin, Jean-Marie Martin, Hugh Weiss et Charles Semser, galerie Jacques Massol, Paris, 1967.
- François Jousselin, Joseph Lacasse, Jean-Marie Martin, Léon Zack, Centre Gildas-Fardel, Nantes, mai-juillet 1970.
- Rencontres d'octobre, musée d'Arts de Nantes, 1971.
- La réalité onirique, galerie Jacques Massol, 1971.
- Accrochage de Pâques, galerie L'Œil de Bœuf, Paris, 1977.
- Sainte Thérèse d'Avila dans la peinture contemporaine, palais du Luxembourg, Paris, juillet 1983, avec Ode Bertrand, Simona Ertan, Henri Guérin.
- Anthologie de la création contemporaine dans le Var, musée d'Art de Toulon, 1985.
- Exposition du groupe Réalité seconde, musée de l'Art contemporain, Chamalières, 1986.
- Cinquième festival d'Art singulier, Roquevaire, 1998.
- Espace Branly, Paris, 1998.
- Rencontres internationales, musée des Beaux-Arts de Menton, 1998.
- Carte blanche à Céres Franco. Exposition Biz'Art, La Grande Maison, Bures-sur-Yvette, 1999[29].
- Salon Comparaisons, 1960, 2000.
- Cent-cinquante tableaux du Musée Céres Franco d'art contemporain de Lagrasse, château de Belval, Miramas, 2000[30].
- Sixième forum d'arts plastiques en Île-de-France, Les Ulis, 2003[31].
- Triptyque, Grand Théâtre, Angers, novembre 2004.
- Désirs bruts, Maison des arts de Châtillon (Hauts-de-Seine), janvier-mars 2013[32].
- Participations non datées : Salon de la Société nationale des beaux-arts, Salon de la Jeune Peinture, Salon des artistes français[7].

- Les croqueurs d'étoiles, La Coopérative-Musée Cérès Franco à Montolieu, 2019.